# Мумії гуанчі

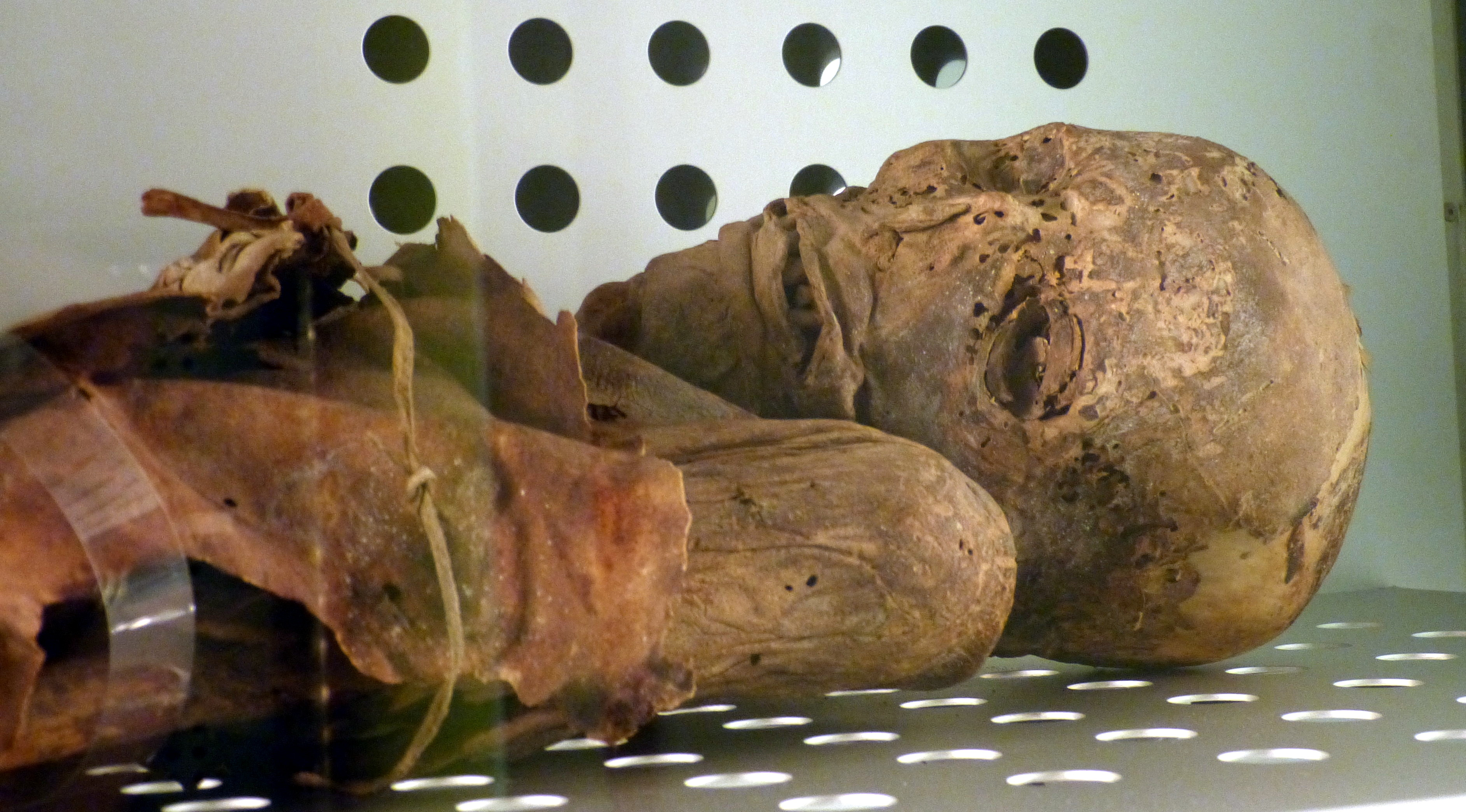
Мумії гуанчі, Тенерифе.

Мумії гуанчі — муміфіковані тіла давніх жителів Тенерифе (Канарських островів). Спочатку мумії знайшли в печерах іспанці, під час завоювання островів, на чотирьох із семи островів архіпелагу. Сучасні дослідження стверджують, що практика муміфікації була зосереджена на Тенерифе, тоді як на інших островах вона збереглася через фактори навколишнього середовища. В ці часи, кількість мумій, можливо, обраховувалась тисячами, але на сьогодні збереглось лише декілька мумій гуанчі, що знаходяться в музейних колекціях. Вік мумій за оцінками більш ніж 1400 років.